# Литвинов, Николай Илларионович
Николай Илларионович Литвинов (род. 10 мая 1947 года) — член совета Федерации Федерального Совета от приморского края. Председатель Думы Приморского края.

## Биография
Родился 10 мая 1947 года. Окончил Приморский сельскохозяйственный институт. Хабаровскую высшую партийную школу.

## Награды
- Орден Знак почёта[1].
- Почётная грамота Совета Федерации[1].